# Barthélemy Charles Joseph Dumortier
Barthélemy Charles Joseph Dumortier (3. dubna 1797 Tournai – 9. června 1878 tamtéž) byl belgický botanik a politik.
Jsou po něm pojmenovány rostlinné rody Dumortiera z čeledi Marchantiaceae, Dumortieria a Dumortieropsis. V Belgii nese jeho jméno jeden floristický časopis Dumortiera.

## Dílo
- Commentationes botanicae. Observations botaniques, C. Casterman-Dieu, Tournay 1823.
- Observations sur les graminées de la flore de Belgique, J. Casterman aîné, Tournay 1824.
- Florula Belgica, 1827.
- Analyse des familles des plantes, avec l'indication des principaux genres qui s'y rattachent, J. Casterman aîné, Tournay 1829.
- Lettres sur le manifeste du Roi et les griefs de la nation, par Belgicus, J. Casterman aîné, Tournay 1830.
- Sylloge Jungermannidearum Europae indigenarum, earum genera et species systematice complectens, J. Casterman aîné, Tournay 1830.
- Recherches sur la structure comparée et le développement des animaux et des végétaux, M. Hayez, Brüssel 1832.
- Essai carpographique présentant une nouvelle classification des fruits, M. Hayez, Brüssel 1835.
- La Belgique et les vingt-quatre articles, Société nationale, Brüssel 1838.
- Observations complémentaires sur le partage des dettes des Pays-Bas, Société nationale, Brüssel 1838.

 Kromě této zkratky byla používána i zkratka Dum..